# Distretto di Tomata
Il distretto di Tomata (苫田郡, Tomata-gun?) è uno dei distretti della prefettura di Okayama, in Giappone.
Attualmente fa parte del distretto solo il comune di Kagamino.
| Controllo di autorità | VIAF (EN) 254742242 · NDL (EN, JA) 00396482 |